# Клазомена
Клазомена (на старогръцки: Κλαζομεναί) на английски: Klazomenai или Clazomenae е древен гръцки полис в Йония, член на Йонийския съюз. Това е един от първите градове, които секат сребърни монети. Руините му днес се намират в съвременния град Урла близо до Измир в провинция Измир, Турция.

## Местоположение
Клазомена се намира в съвременна Урла (Вурла (Βουρλά) на гръцки) на западния бряг на Мала Азия, на южния бряг на Измирския залив, на около 20 мили западно от Измир. Първоначално градът е бил разположен на континента в Лимантепе, но вероятно по време на Йонийското въстание срещу персите в началото на пети век пр.н.е. или въобще вследствие на персийски атаки е преместен на остров Карантина (на турски: Karantina Adası), точно до брега. Скоро след това на континента е основан град Хитон в края на 5 век пр.н.е. Двата града са имали конфликтни отношения, но Александър Велики в крайна сметка свързва остров Карантина с континента с път, видими и през 20.-21. век.

## История
Градът е създаден по време на йонийскатата колонизация на Мала Азия - първоначалните му основатели са предимно заселници от Флиунт и Клеона.
Клазомена е нападната от лидийския цар Алиат II през VI век пр.н.е. 
През V век пр.н.е. за известно време е подчинен на атиняните, но около средата на Пелопонеската война (412 г. пр.н.е.) полисът се разбунтува. След кратка съпротива обаче отново признава атинската власт и отблъсква атаката на спартанците. 
През 387 г. пр.н.е. Клазомена попада под властта на Ахменидска Персия, заедно с други азиатски градове, но продължава да сече свои собствени монети. Сребърна монета, сечена в Клазомена, показва главата на Аполон, главния бог на града. Според мита, лебеди теглят колесницата, в която Аполон всяка година лети на Юг от зимния си дом в земята на Хипербореите. Поради големия брой лебеди в Клазомена и това, че глаголът klazo е свързван с вика на дивите птици, лебедът на лицевата страна е едновременно атрибут на Аполон и каламбур с името на Клазомена.
При римляните Клазомена е включена в провинция Азия и се ползва с имунитет при събирането на данъци.
Клазомена става християнска епископия рано. Нейният епископ Евсевий участва в събора в Ефес през 431 г. и събора в Халкидон през 451 г. Друг епископ, Макарий, участва в събора в Константинопол (869 г.), който католическата църква разглежда като 8-ми вселенски събор.    Въпреки че все още се споменава в края на XIV век, градът вече не е седалище на епископия. Днес Клазомена е включена в списъка на католическата църква като титулярна катедра. 

## Археологически находки
Праисторическият обект Лиман тепе, който се намира близо до старо пристанище, съдържа много важни находки от бронзовата епоха. Най-забележителните от тях са различни групи архаични некрополи, както и доказателства за свързаните с тях практики. Едно възможно обяснение за големия им брой е, че различните групи некрополи са били използвани от различни социални групи в обществото.
Градът е бил известен с производството и износа на зехтин и със своите боядисани теракотени клазоменски саркофази, които са най-добрите паметници на йонийската живопис през VI век пр.н.е.
В края на 19. век в околностите на Клазомена е открит голям боядисан теракотен саркофаг с капак, тежащи заедно около 2 тона. Погребалните предмети са древногръцка творба, датираща от около 500 г. пр.н.е. и изобразяват военни сцени, състезания с колесници, лов, украсени са навсякъде с геометрични шарки и сега са в колекцията на Британския музей. 

## Хора от Клазомена
Философът Анаксагор (ок. 510 – 428 пр.н.е.), често наричан „Анаксагор от Клазомена“, е роден в Клазомена, както и по-ранният философ Хермотим от Клазомена.
Херодот от Клазомена е първият олимпийски победител от Клазомена, като победата му е в състезанието за момчета. Съгражданите му издигат статуя в Олимпия. 
Скопелиан или Скопелианос от Клазомена (Σκοπελιανός), е древногръцки софист. 